# This Could Be Texas
This Could Be Texas — дебютный студийный альбом британской группы English Teacher. Альбом был выпущен 12 апреля 2024 года на лейбле Island Records, был спродюсирован Мартой Салоньи и получил высокую оценку критиков.
Альбом получил премию 2024 Mercury Prize.

## Отзывы
| Совокупная оценка    | Совокупная оценка |
| Источник             | Оценка            |
| -------------------- | ----------------- |
| AnyDecentMusic?      | 8.6/10            |
| Metacritic           | 88/100            |
| Оценки критиков      |                   |
| Источник             | Оценка            |
| DIY                  | [ 4 ]             |
| The Line of Best Fit | 9/10              |
| MusicOMH             | [ 6 ]             |
| NME                  | [ 7 ]             |
| The Skinny           | [ 8 ]             |
| Uncut                | 9/10              |
| Pitchfork            | 7.4/10            |

This Could Be Texas получил 88 баллов из 100 на агрегаторе рецензий Metacritic на основе 15 отзывов критиков, что сайт классифицировал как «всеобщее признание». Uncut заявил, что «сюрпризы есть везде. В то время как „R&B“ и „Nearly Daffodils“ — это энергичный, непочтительный постпанк, влияние Black Country, New Road и Radiohead очевидно в сложном, проговом заглавном треке и разнообразной, тихой заключительной трети альбома. Лирика Лили Фонтейн […] глубока и забавна». Джек Фолдс из The Skinny написал, что This Could be Texas — это «English Teacher, которые начинают укреплять и поднимать на еще большую высоту уже восхитительные звуки, представленные на их мини-альбоме Polyawkward».
Киран Макади из The Line of Best Fit сказал, что это «может быть один из лучших дебютов десятилетия, каждый участник группы сияет своими способностями и мастерством», и подчеркнул «одну особенность, которая продвигает его при прослушивании — то, чего нет, не было и никогда не будет у других групп — северное очарование». DIY назвал его «альбомом, который раскрывается с каждым прослушиванием; его нелегко классифицировать и, как вы подозреваете, он написан с расчётом на быстро усваиваемые треки».
Эндрю Тренделл из NME считает, что «моменты тяжести всегда поднимаются радостными и любопытными поворотами, пафос — человеческим юмором, а более математические вещи никогда не бывают слишком причудливыми», описывая его как «все, что вы хотите от дебюта; действительно оригинальная работа от начала до конца, приключение в звуке и словах, и знаковое заявление». Джон Мёрфи из MusicOMH отметил, что альбом «полон уверенности, сердца и амбиций и выделяет их как самую захватывающую новую группу в стране» и содержит «задиристые рок-гимны и большие, огромные баллады с квазиклассическим фортепиано, которые разорвут ваше сердце на кусочки».

## Список треков
Слова и музыка всех песен — Nicholas Eden, Lily Fontaine, Douglas Frost и Lewis Whiting, кроме «The World’s Biggest Paving Slab», написанной Lily Fontaine.
| №                   | Название                            | Длительность |
| ------------------- | ----------------------------------- | ------------ |
| 1.                  | «Albatross»                         | 3:14         |
| 2.                  | «The World's Biggest Paving Slab»   | 3:06         |
| 3.                  | «Broken Biscuits»                   | 4:07         |
| 4.                  | «I'm Not Crying, You're Crying»     | 3:48         |
| 5.                  | «Mastermind Specialism»             | 4:41         |
| 6.                  | «This Could Be Texas»               | 4:48         |
| 7.                  | «Not Everybody Gets to Go to Space» | 4:01         |
| 8.                  | «R&B»                               | 2:48         |
| 9.                  | «Nearly Daffodils»                  | 3:46         |
| 10.                 | «The Best Tears of Your Life»       | 3:28         |
| 11.                 | «You Blister My Paint»              | 3:57         |
| 12.                 | «Sideboob»                          | 4:01         |
| 13.                 | «Albert Road»                       | 4:40         |
| Общая длительность: | Общая длительность:                 | 50:25        |

## Чарты
| Чарт (2024)                       | Высшая позиция |
| --------------------------------- | -------------- |
| Бельгия/Фландрия (Ultratop)       | 186            |
| Шотландия (Scottish Albums Chart) | 5              |
| Великобритания (UK Albums Chart)  | 8              |